# 艾利恩 (印第安納州)
艾利恩（英語：Ilene）是位於美國印地安納州格林縣的一個非建制地區。該地的面積和人口皆未知。